# Septifer cumingii
Septifer cumingii ist eine Muschel-Art aus der Familie der Miesmuscheln (Mytilidae). 2001 wurde die Art erstmals bei Yumurtalik in der Südtürkei im östlichen Mittelmeer gefunden. Das Erstauftreten der Art soweit entfernt vom Sueskanal dürfte eher auf eine Verschleppung denn eine Lessepssche Einwanderung zurückzuführen sein.

## Merkmale
Das gleichklappige, ziemlich geblähte Gehäuse wird bis zu 15 mm lang. Récluz gibt ein Verhältnis von Länge zu Höhe zu Dicke von 13:8:7 mm an. Es ist also im Verhältnis zur Länge sehr hoch und sehr aufgebläht. Es ist im Umriss dreieckig und stark ungleichseitig, die Wirbel sitzen sehr nahe am vorderen Ende. Unterhalb des Wirbels ist (in jeder Klappe) ein kleines Septum in Richtung der Spiegelachse des Gehäuses entwickelt. Das Vorderende ist eng gerundet, das Hinterende sehr weit gerundet. Der Dorsalrand steigt steil zur höchsten Stelle etwa in Gehäusemitte an. Der Ventralrand ist leicht konkav gewölbt. Das Ligament liegt extern in einer Längsgrube. Das Schloss weist vier bis sechs dysodonte Zähne dorsal vom Ligament auf, Richtung Ventralseite sind es zwei bis drei vergleichsweise große Zähne. Der kleine vordere Schließmuskel sitzt auf dem Septum auf, der hintere mehr als doppelt so große hintere Schließmuskel sitzt unterhalb des Dorsalrandes deutlich vom Hinterrand entfernt.
Die Schale ist fest. Die Ornamentierung besteht aus zahlreichen kräftigen radialen Rippen, die sich gelegentlich verzweigen. Sie werden von feineren konzentrischen Linien gekreuzt, die den Rippen ein knotiges Aussehen verleihen. Der innere Gehäuserand ist gekerbt. Das Periostrakum ist zu einfachen, langen und feinen Borsten ausgezogen, die an der Oberfläche anliegen. Die Außenseite ist hellgrün mit orange bis pinkfarbenen Flecken. Die Innenseite ist hellgrün und pinkfarben getönt.

## Ähnliche Art
Septifer cumingii ist von Brachidontes pharaonis leicht durch das Septum im Umbonalbereich zu unterscheiden. Die Indo-Pazifische Art Septifer bilocularis wird mit 50 mm Länge deutlich größer und ist typischerweise rot, blau oder grün gefärbt.

## Geographische Verbreitung, Lebensraum und Lebensweise
Die Art 1939 im Sueskanal nachgewiesen (als Septifer bilocularis var. forskali). 2001 wurde sie bei Yumurtalik in der Südtürkei gefunden 2006 auch an der Küste von Iskenderun in einer Tiefe von fünf bis sieben Metern. Allerdings handelte es sich nur um wenige Exemplare. Bis 2010 war die Art bis zur Insel Astypalea (Griechenland) vorgedrungen. 2014 gelang nun auch der Nachweis der Art in Israel.
Die Tiere leben mit Byssusfäden angeheftet auf Hartsubstrat, Steinen, Korallen- und Schalenbruchstücken im flachen Wasser felsiger Küsten bis etwa 40 Meter Wassertiefe.

## Taxonomie
Das Taxon wurde von César Auguste Récluz begründet. Es wurde im Roten Meer und im Mittelmeer als Septifer bilocularis var. forskalii oder als Septifer forskalii Dunker, 1855 identifiziert. Die Typlokalität von Septifer cumingii Récluz, 1848 ist die Insel Anaa im Tuamotu-Archipel (Französisch-Polynesien). Ob die Synonymisierung von Septifer forskalii Dunker, 1855 mit Septifer cumingii zu Recht vorgenommen wurde, müssen künftige molekularbiologische Untersuchungen zeigen. Die Typlokalität von Septifer forskalii Dunker, 1855 ist das Rote Meer, die Typlokalität von Septifer bilocularis (Linnaeus, 1758) ist der O. Indico (Indische Ozean).
Die Originalschreibweise von Septifer forskalii ist mit Doppel-i. Häufig findet man auch die Falschschreibung forskali (z. B. in Zenetos et al. 2003 und Oliver 1992).